# Armando Guebuza
Armando Guebuza (* 20. ledna 1943) je mosambický politik, který v období od 2. února 2005 do 15. ledna 2015 zastával funkci prezidenta Mosambické republiky. Po skončení jeho druhého funkčního období jej na postu vystřídal Filipe Nyusi.

## Funkce prezidenta
Během prezidentských voleb konaných v prosinci 2004 byl Guebuza kandidátem strany FRELIMO. Ve volbách získal 63,7% hlasů a dne 2. února 2005 se stal prezidentem Mosambiku. V následujících prezidentských volbách konaných 28. října 2009 svoji funkci obhájil. Guebuza byl prvním mosambickým politikem, který vyhrál prezidentské volby s nemarxistickým stranickým programem a ideologií.
Volby konané v roce 2004 však byly kritizovány mezinárodními pozorovateli voleb, kteří upozorňovali na skutečnost, že Národní volební komise nezorganizovala spravedlivé a transparentní volby. Uváděli řadu nedostatků volebních orgánů, z nichž měla prospěch vládnoucí strana FRELIMO.
V srpnu 2021 byl jeho syn Ndambi Guebuza souzen za korupci.[zdroj?]

## Vyznamenání
- Řád Amílcara Cabrala I. třídy – Kapverdy, 2010[5]
- velkokříž s řetězem Řádu prince Jindřicha – Portugalsko, 1. července 2014[6]